# Бабинский саамский язык
Ба́бинский саа́мский язы́к, или а́ккала, — один из саамских языков, относящийся к восточной подгруппе саамской группы финно-угорской ветви уральской языковой семьи. Ранее ошибочно рассматривался как диалект кильдинского саамского языка, в настоящее время рассматривается как независимый саамский язык, наиболее близкий к колтта-саамскому языку.
В настоящее время (с 2003 года) считается мёртвым языком.

## Распространение

Саамские диалекты в России:
Бабинский

Статус бабинского саамского по данным Атласа языков мира, находящихся под угрозой исчезновения

Бабинский саамский язык был распространён в центральной части Кольского полуострова (Мурманская область), в сёлах Ёна и Бабино.
В селе Ёна в Ковдорском районе Мурманской области компактно проживает около 80 бабинских саамов. Общее число бабинских саамов в 1995 году составляло около 100 человек, однако родным этот язык был только для нескольких человек. Сегодня несколько людей имеет определённые пассивные знания бабинского языка; по крайней мере один носитель активно использует бабинский язык в разговорах с носителями кильдинского саамского.
Бабинские саамы сегодня возрождают свой язык. В селе Ёна действует офис, в котором проводятся разные мероприятия по возрождению языка и культуры бабинских саамов. Издана грамматика бабинского языка; кроме того, в архиве Карельского научного центра РАН в Петрозаводске хранятся аудиозаписи бабинского языка, с помощью которых можно было бы создать учебные пособия для его восстановления. Мария Сергина — последний носитель бабинского саамского языка — скончалась в 2003 году.

## История изучения
Российский исследователь уральских языков М. А. Кастрен, совершивший в 1841 году поездку на Кольский полуостров, писал: «Больше всего привлекали нас лопари деревни Аккала, ибо финские крестьяне уверяли, что они живут совершенно отдельно, чуждаясь русских и всех других народов, следовательно, могли сохранить язык и народность свою чище других».
В 1856 году финский исследователь Даниэль Европеус также совершал поездку на Кольский полуостров для сбора фольклорного и языкового материала. Хоть основной его целью был йоканьгско-саамский язык, он записывал также и материалы других языков, среди которых был и бабинский саамский. От Европеуса осталось две тетради: одна содержит материалы целиком по йоканьгскому, другая же рассматривает бабинский и нотозерский диалект колтта-саамского. Среди материалов по бабинскому саамскому имеется список слов, отражающих термины родства, названия растений и животных, частей тела, сторон света, небесных светил и металлов. Имеется также топонимы бассейна озера Имандра и начала одного йойка (традиционная саамская песня). Примечательно также, что, помимо лексики, автор приводит и парадигмы некоторых существительных, прилагательных и глаголов.
Позже на Кольский полуостров приезжает финский лингвист А. Генетц, посещает его самые крупные погосты, где в труде «Orosz-lapp nyelvmutatványok» намного более полно записывает образцы фольклора наречий саамов полуострова, а также с помощью носителей языка на бабинский (23-28 главы) и кильдинский (1-22) саамский языки переводит «Евангелие» от Матфея. Прочтение транскрипции, однако, затруднено особенностями записи, в частности:
- Символ ᵢ после гласного (например, в словах taᵢlle, čuᵢhke, soᵢrme) означает, что место артикуляции последнего выдвигается вперёд (Генетц пишет, что эти слова можно было бы записать как tälle, čühke, sörme).
- Под ñ подразумевается заднеязычный носовой согласный /ŋ/ (слова mañña («затем») и lɵñkeaj («он пропоёт») в традиционной уральской фонетической записи будут выглядеть как maŋŋa и лɛŋkaj)
- Графема ɵ означает гласный переднего ряда, традиционно записывающийся в уральском фонетическом алфавите как ɛ, а в международном фонетическом алфавите как /ɛ/ (например, слова tɵn («того») и gɵлk («надо») в традиционной записи будут выглядеть как tɛn и gɛлk)
- Знак i̊ передаёт гласный заднего ряда /ɨ/ (В УФА — i̮. Например, слова vi̊jtiš («они вышли») и sarnati̊š («они говорили») традиционно записывались бы как vi̮jtiš и sarnati̮š)[5]

В 1897 году оно было также издано в кириллице Британским и Иностранным обществом Библии.
В 1891 году за авторством Генетца выходит «Kuollan Lapin murteiden sanakirja ynnä kielennäytteitä» — словарь и образцы языка наречий кольских саамов, где даются слова и образцы языков кольских саамов, в число которых входит и бабинский саамский язык. Несмотря на свою важность для документации бабинского саамского, запись, использующаяся в словаре, является неточной и имеет те же недостатки, которыми обладала запись Евангелия Генетца. Словарь также содержит этнографические заметки о жизни и быте кольских саамов и включает в себя список топонимов, антропонимов, образцы речи (переводы некоторых глав Евангелия) и отдельные легенды и песни.
В 1881 году на основе данных, собранных Генетцом, выходит работа «Orosz-lapp nyelvtani vázlat» («Очерк грамматики русских лопарей») венгерского учёного Игнаца Халаса, где исследуется главным образом кильдинский саамский, но приводятся сведения и к другим наречиям, включая бабинский саамский. Исследовние содержит краткий раздел фонетики, но по большей части сконцентрировано на морфологии. Будучи первым описанием морфологии кольско-саамских наречий, работа не лишена ошибок: так, у Халаса существительные в номинативе множественного числа обладают признаком -i, тогда как П. Зайков утверждает, что он этот показатель выступает лишь в косвенных падежах, а формы номинатива множественного числа образуются путём внутренней флексии (чередовании гласных и/или согласных внутри корня слова).
Крупнейший вклад в исследование саамских языков Кольского полуострова внёс Тойво Итконен с выпуском в 1958-м году «Koltan- ja kuolanlapin sanakirja» («Словарь колтта- и кольско-саамского»), материал для которого собирался, исследовался и систематизировался на протяжении нескольких десятков лет. Данные по бабинскому саамскому, однако, представлены в виде материала Генетца, который значительно проигрывает материалу Тойво Итконена в точности.
Некоторые особенности морфологии бабинского саамского в сравнении с кильдинским приводятся в одной из статей 1973 года советского и российского лингвиста Г. М. Керта («Некоторые морфологические особенности бабинского диалекта саамского языка»), к которым относятся:
- Падежное окончание абессива — -ta
- Падежное окончание комитатива  —-vuɛm
- Показатель компаратива — -p
- Формы родительного падежа личных местоимений — mu, tu, su

В статье Керт делает вывод, что бабинский саамский занимает промежуточное положение между кильдинским саамским языком и нотозерским диалектом колтта-саамского языка/
В 1987 году, используя материалы собственных исследований, данные словарей А. Генетца и Тойво Итконена, под авторством П. Зайкова и редакцией Г. Керта выходит самый полный и современный на данный момент труд «Бабинский диалект саамского языка», подробно описывающий историю изучения, фонетику и морфологию бабинского саамского языка.
В 1988 году выходит сборник «Образцы саамской речи», составителями которого выступили Георгий Керт и Пётр Зайков. В сборнике представлен фольклорный материал преимущественного бабинского и частично йоканьгско-саамского языка, записаный в уральском фонетическом алфавите.

## Лингвистическая характеристика

### Фонетика

#### Согласные
В бабинском саамском насчитывается 41 согласная фонема, однако статус некоторых согласных, которые Зайков рассматривает как отдельные фонемы, может быть поставлен под сомнение. Согласные делятся на шесть групп по месту образования: губные, зубные, переднененбные, средненебные, задненебные и ларингальные. По способу образования также выделяется шесть групп: взрывные, аффрикаты, щелевые, носовые, аппроксиманты, дрожащие. Почти все согласные, кроме средненебных, противопоставляются по твердости \ мягкости. Взрывные, аффрикаты и почти все щелевые противопоставляются по глухости \ звонкости.
|               |               | Губные | Губные | Зубные | Зубные  | Передненебные | Передненебные | Средненебные | Задненебные | Задненебные | Ларингальные | Ларингальные |
| тв.           | мягк.         | тв.    | мягк.  | тв.    | мягк.   | тв.           | мягк.         | Средненебные | тв.         | мягк.       |              |              |
| ------------- | ------------- | ------ | ------ | ------ | ------- | ------------- | ------------- | ------------ | ----------- | ----------- | ------------ | ------------ |
| Взрывные      | глух.         | p /p/  | ṕ /pʲ/ | t /t̪/  | t˙ /t̪ʲ/ |               |               | t́ /c/        | k /k/       | ḱ /kʲ/      |              |              |
| Взрывные      | зв.           | b /b/  | b́ /bʲ/ | d /d̪/  | d˙ /d̪ʲ/ |               |               |              | g /g/       | ǵ /gʲ/      |              |              |
| Аффрикаты     | глух.         |        |        | c /ʦ/  | ć /ʦʲ/  |               |               |              |             |             |              |              |
| Аффрикаты     | зв.           |        |        | ʒ /ʣ/  | ʒ́ /ʣʲ/  |               |               |              |             |             |              |              |
| Щелевые       | глух.         | f /f/  | f́ /fʲ/ | s /s̪/  | ś /s̪/   | š /ʃ/         | š́ /ʃʲ/        |              |             |             | h /h/        | h́ /hʲ/       |
| Щелевые       | зв.           | v /v/  | v́ /vʲ/ | z /z̪/  | ź /z̪/   | ž /ʒʲ/        |               |              |             |             |              |              |
| Носовые       | Носовые       | m /m/  | ḿ /mʲ/ | n /n̪/  | n˙ /n̪ʲ/ |               |               | ń /ɲ/        | ɳ /ŋ/       | ɳ́ /ŋʲ/      |              |              |
| Аппроксиманты | Аппроксиманты | u̯ /w/  |        |        |         | л /ɫ/         | ĺ /lʲ/        | j /j/        |             |             |              |              |
| Дрожащие      | Дрожащие      |        |        |        |         | r /r/         | ŕ /rʲ/        |              |             |             |              |              |

#### Гласные
В бабинском саамском насчитывается 16 гласных фонем. Из них семь монофтонгов и девять дифтонгов. Зайков выделял большее количество дифтонгов, а также трифтонги, но в настоящее время этот анализ считается неверным. Монофтонги противопоставлены по ряду и подъему. Различается передний, средний и задний ряд и верхний, средний и нижний подъем. Все гласные заднего ряда огубленные.
| Монофтонги                                                                      | Монофтонги | Монофтонги | Монофтонги |
|                                                                                 | Передний   | Средний    | Задний     |
| ------------------------------------------------------------------------------- | ---------- | ---------- | ---------- |
| Верхний                                                                         | i /i/      | i̮ /ɨ/      | u /i/      |
| Средний                                                                         | ɛ /ɛ/      |            | o /ɔ/      |
| Нижний                                                                          | a͕ /æ/      | a /a/      | å /ɒ/      |
| Дифтонги                                                                        |            |            |            |
| ua /ua/, oa /oa/, ua͕ /ʊæ/, ea /eɐ/, uo /uo/, uɛ /ʊɛ/, ie /ie/, i̮ɛ /ɨɛ/, ia͕ /iæ/ |            |            |            |

### Морфология

#### Числительные

##### Количественные
|    | П. Зайков и Г. Керт | A. Генетц |
| -- | ------------------- | --------- |
| 1  | i̮xt ~ i̮ht, ɛxt      | ɵχt       |
| 2  | kŭŏht               | koχt      |
| 3  | koum                | kolm      |
| 4  | ńeĺĺ                | ńeĺ       |
| 5  | vīDt                | vitt      |
| 6  | kūDt                | kut       |
| 7  | tihččem ~ kihččem   | kittšem   |
| 8  | kahc                | kahts     |
| 9  | axc                 | ohts      |
| 10 | loh́ḱ                | loᵢhk     |

Числительные от 11 до 19 образуются от числительных 1—9 добавлением låǵǵ̭еtɛz- (например, låǵǵ̭еtɛzɛxt «одиннадцать»).

##### Порядковые
Порядковые числительные в бабинском саамском языке образуются с помощью показателя -t: kuaлmat, ńaľľat, v́edat, за исключением vusmus «первый» и numb (nump) «второй», образующихся от других корней.